# Guillemont
Guillemont é uma comuna francesa na região administrativa de Altos da França, no departamento de Somme. Estende-se por uma área de 3,27 km². Em 2010 a comuna tinha 135 habitantes (densidade: 41,3 hab./km²).
Foi palco de uma violenta batalha durante a Primeira Guerra Mundial.